# Ватцль, Рудольф
Рудольф Ватцль (нем. Rudolf Watzl ; 14 апреля 1882, Вена, Австро-Венгрия — 15 августа 1915, Пшемысль, Австро-Венгрия) — австрийский борец греко-римского стиля, чемпион и призёр Олимпийских игр.  

## Биография
Рудольф Ватцль жил в 9-м районе Вены Альзергрунд, начал заниматься борьбой лишь в 1904 году в Первом Венском спортивном клубе (нем. Ersten Wiener Ringsportclub), его учителями были Франц Краусс, Гольдбах и Шмидт. В 1906 году, имея лишь несколько незначительных успехов, отправился на Внеочередные олимпийские игры. 
На Летних Олимпийских играх 1906 года в Афинах боролся в весовой категории до 75 килограммов и абсолютной весовой категории. 
О регламенте соревнований по борьбе на этих играх известно немного. Соревнования велись по правилам греко-римской борьбы, без ограничения по времени схватки; трое борцов, вышедших в финал, разыгрывали между собой медали в своих весовых категориях. Победители своих категорий разыгрывали между собой абсолютное первенство. Борьбу за медали в лёгком весе вели 12 спортсменов, в финал вышли Ватцль, датчанин Карл Карлсен и венгр Ференц Холубан. Рудольф Ватцль победил обоих соперников (Карлсена только на 40-й минуте схватки) и стал олимпийским чемпионом. В абсолютной категории Ватцль проиграл обе схватки своим более тяжёлым соперникам: Вернеру Векману и Сёрену Йенсену, оставшись третьим.
Профессиональный борец и тренер, во время Первой мировой войны был мобилизован в 32-й полк австрийского ландштурма. Умер в Перемышле 15 августа 1915 года, в словацком военном госпитале № 3, от сыпного тифа (3 (16) июня 1915 года австро-венгерские войска вернули крепость Перемышль, ранее взятую русскими войсками). Похоронен в безымянной могиле на воинском кладбище в Перемышле.
Признавался очень смелым, дерзким, техничным борцом.